# 弗拉德·菲拉特
弗拉德·菲拉特（羅馬尼亞語：Vlad Filat，發音：[vlad fiˈlat]；1969年5月6日—），摩尔多瓦政治家，在2009年9月25日—2013年4月25日間擔任摩尔多瓦总理。

## 生平
他毕业于羅馬尼亞雅西大学法学专业（1990-1994）。1994年到1998年在企业任职。

## 家庭
他的妻子Sanda Filat（Nadejda Filat）是一位心理学家，两人育有两个孩子：Luca（1995年生）与Iustina（1999年生）。